# 白い十字架
『白い十字架』（しろいじゅうじか）は、東海テレビ制作のフジテレビ系列で、1967年10月30日～1968年1月26日に放送された昼ドラマである。

## キャスト
- 藤岡琢也
- 小山明子
- 富永美沙子
- 斎藤達雄

## スタッフ
- 演出:大西博彦
- 脚本:田村孟